# Хроват, Иван
Иван Франца Хроват (словен. Ivan Franca Hrovat, серб. Иван Франца Хорват; 7 июня 1915, Кливленд — 7 июля 1970, Любляна) — югославский словенский военный и общественный деятель, участник Народно-освободительной войны Югославии.

## Биография
Родился 7 июня 1915 в Кливленде (США, штат Огайо) в семье словенских эмигрантов, которые эмигрировали из Австро-Венгрии в поисках лучшей жизни. В 1921 году вместе с родителями Иван вернулся на историечскую родину в сел Крк-под-Гросуплем, где родился его отец. Окончив 10 классов школы, ушёл работать дровосеком. С 1927 по 1933 годы помогал родителям в селе, работал на разных лесопилках и базах лесозаготовок, вошёл в рабочее объединение. В 1936 году был призван в королевскую армию, отслужил год в гвардейской части. До 1941 года призывался ещё три раза на военную службу, встретил войну в Вараждине. Спасаясь от преследований со стороны оккупантов, вернулся в родное село, сохранив именное оружие, и начал собирать партизанские отряды, закупая для них вооружение и припасы.
В мае 1941 года благодаря связям из старого рабочего объединения Иван был принят в Освободительный фронт Словении, начав там заниматься печатью газет и листовок. В июле 1941 года он принял участие в создании Народной обороны — военизированного крыла Освободительного фронта. Осенью 1941 года он возглавил роту Народной обороны, заняв должность руководителя по снабжению. После того, как 2-й Штирийский партизанский батальон под командованием Франца Розмана покинул Пуглед, Хроват стал снабжать и этот батальон припасами. Партийная организация 1-й Штирийской партизанской бригады 4 апреля 1942 приняла Ивана в Коммунистическую партию Югославии, но ему не разрешили официально вступать в партизанские ряды.
Несколько раз он пытался получить разрешение на вступление в партизанские ряды, но только 24 мая 1942 после четвёртого прошения Ивана приняли в партизаны. Он вступил в Доленьский отряд, в 3-й батальон. После разделения отряда в середине июня на три части, Хроват возглавил одну из рот. Войдя в Западнодоленьский отряд, он принял участие в боях при Доленьских Топлицах и осаде Кочевья. В августе он был включён в состав 1-й словенской пролетарской ударной бригады имени Тоне Томшича, участвовал в боях около Любляны зимой 1942/1943 годов. Нёс службу в составе 1-го батальона бригады.
В марте 1943 года комендант НОАЮ в Словении Иван Мачек принял Хровата в состав Генерального штаба. Осенью и зимой Хроват занимал должность руководителя освободительного движения в Словении, штаб располагался на холме Рог. Хроват следил за тем, чтобы партизаны не испытывали дефицит ни в вооружении, ни в припасах, ни в личных средствах, а также тщательно скрывал местонахождение базы. В начале 1944 года он принял участие в боях при Дрваре, отражая атаку немецких спецподразделений на штаб Иосипа Броза Тито. После победы над немецким отрядом он заступил на службу в Отделение по защите народа (ОЗНА), руководя базой 24 на Стражном холме близ селения Чрномле. За время войны всего был ранен три раза.
В 1946 году покинул военную службу, работал в Министерстве государственной безопасности. Окончил одногодичные курсы охранников. Занимал различные должности в Министерстве лесного хозяйства и охоты. Скончался 7 июля 1970 в Любляне.
Был награждён медалью Партизанской памяти 1941, другими многочисленным орденами и медалями. 27 ноября 1953 был награждён и Орденом Народного героя, получив одноимённое звание.